# بولدمير
بولدمير هي قرية ومنطقة سكنية في سوتون كولدفيلد، برمنغهام، إنجلترا.

## التاريخ

### اصل الاسم
كلمة "بولديمير "Baldmoor"، قادمة من اللغة الإنجليزية الوسطى (بمعنى " رقعة بيضاء ") و " بالانجلو ساكسونية" (تعني " أرض المستنقعات "). و "Boldmere" تعني حرفيا "الصلعاء"؛ يعني رقعة خالية من الأشجار.
وصفت المنطقة بأنها «مساحة مفتوحة وبرية وعاصفة».
يشير تعداد المملكة المتحدة لعام 1841 إلى المنطقة باسم بالدمور ليك (Baldmoor Lake)، التي كانت ذات يوم عبارة عن منطقة مائية جنوب طريق تشيستر. تُعرف البحيرة أيضًا باسم بوين بوول (Bowen Pool) وبالدموور (Baldmoor) وبوليمور ليك (Bolemore Lake).
بحلول عام 1856، أصبحت المنطقة تعرف باسم كولدفيلد (The Coldfield)، وهو اسم استمر على الأقل حتى إدخال خط السكة الحديدية.

### التوسع
عند إدخال قانون الضريبة لعام 1825، لم تشهد المنطقة توسعًا كبيرًا بسبب ملكية الأراضي المشتركة. أدرج تعداد 1841 ثماني عائلات في المنطقة، بما في ذلك العمال الزراعيين والرسامين وغيرهم. وهناك مطحنة سلك قريبة في المنطقة تديرها عائلة ويبستر.
توسعت المنطقة، عند إدخال سكة حديد شمال غرب لندن. تم افتتاح محطتين في المنطقة في وايلد جرين وتشستر رود، في عام 1862 و 1863 على التوالي.
حدثت طفرة سكنية ثانية في ثلاثينيات القرن العشرين، مع بناء كل من الإسكان الخاص والمجالس.

### الإدارة
في عام 1857، تم تعيين بولدميري ككنيسة أبرشية، تشكلت من رعية القديس ميخائيل في سوتون كولدفيلد. عندما أعيد تنظيم سوتون كولدفيلد في عام 1885 (بموجب قانون الشركات البلدية لعام 1882)، تم إنشاء بولدمير كجناح، قبل أن يتم تقسيمها إلى بولدمير ويست وبولدمير إيست في عام 1935.
بولدمير هي الآن جزء من منطقة سوتون كولدفيلد التي، وهي في جناح ساتون فيسي الانتخابي.

## الجغرافيا

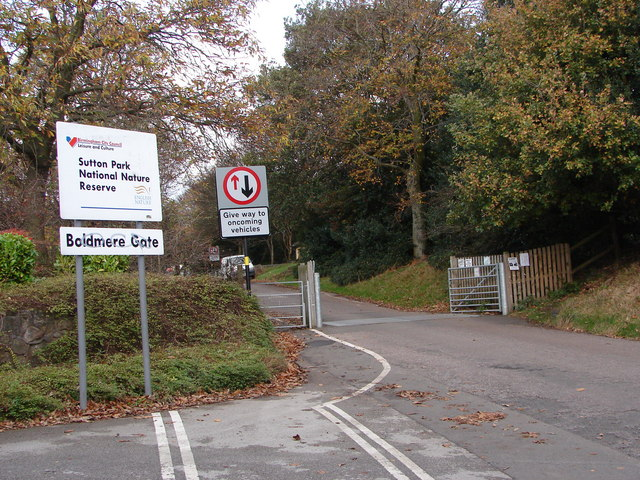
بوابة بولدمير ، توفر الوصول إلى حديقة ساتون على الحدود الشمالية لبولدمير

تحد القرية من الشمال حديقة سوتون، ومن الشرق خط سكة حديد مدينة كروس ومن الجنوب الغربي طريق تشستر رود.
يقع مركز التسوق الرئيسي في بولدمير في الطرف الشمالي من بولدمير رود والذي يمتد من الشمال إلى الجنوب عبر مركز القرية. تُعرف مجموعة المحلات التجارية في الطرف الجنوبي من طريق بولدمير محليًا باسم ليتل بولدمير.

## الاقتصاد
يوجد في القرية العديد من المتاجر ومصففي الشعر والحانات والمطاعم. يوجد أيضًا مكتب بريد  ومكتبة عامة. تم إغلاق جميع البنوك في بولدمير الآن وأقرب فروع لها هي في اردينغتون أو.

### الصناعة

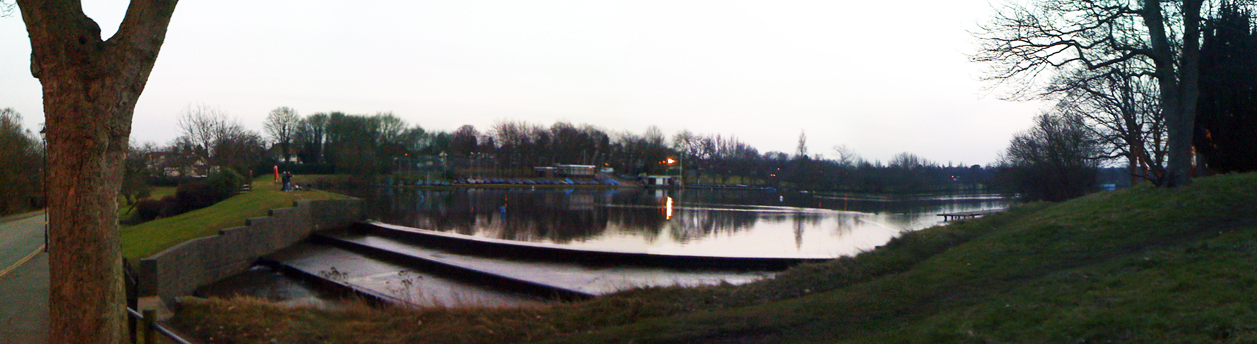
إطلالة على الطرف الشمالي الشرقي من باولس بوول - يمكن رؤية الممر في المقدمة

في القرن الثامن عشر، كانت باولس بوول (المعروفة آنذاك باسم New Forge Pool) بالقرب من بولدمير جيت وهو موقع الطاحونة التي استخدمها جون وايت لتجربة غزل القطن الميكانيكي. مع لويس بول، طور جون آلة الغزل الدوارة ونظام البكرة (براءة اختراع في 24 يونيو 1738). في عام 1750، استخدم ويليام باول الطاحونة لتصنيع البستوني (باستخدام خشب الرماد المزروع محليًا). تم استخدام المبنى لاحقًا لإنتاج الصلب و لإنتاج حبر الاقلام.
تم هدم المطحنة في وقت ما بعد عام 1936، بعد تدهور لعدة سنوات. على الرغم من أنه لم يبق أي اثر من هيكل المبنى، إلا أن شلالًا (يوفر ممرًا لمسبح باول) يقع الآن في المكان الذي كان يوجد فيه المبنى.

## المواصلات
يوجد في بولدمير عدد من خدمات الحافلات التي تدعى "National Express West Midlands".

## أماكن العبادة

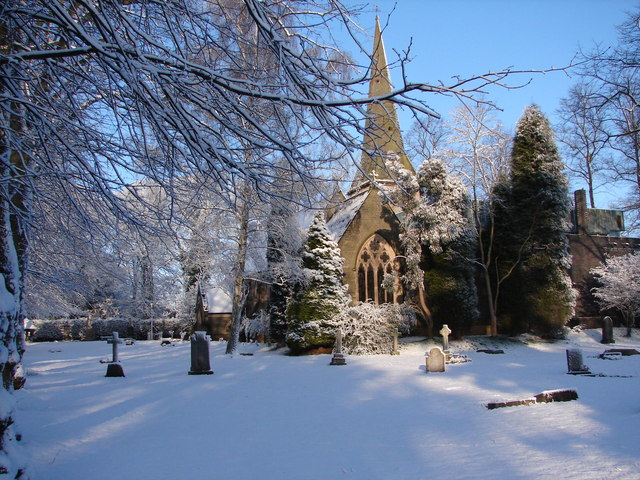
كنيسة القديس ميخائيل

الكنائس الموجودة في المنطقة هي كنيسة القديس ميخائيل (كنيسة إنجلترا)،  كنيسة القديس نيقولاوس (الروم الكاثوليك)،  كنيسة تشيستر رود المعمدانية،  كنيسة بولدمير الميثودية،  وكنيسة وايلد جرين المتحدة الإصلاحية. سبقت كنيسة سانت نيكولاس كنيسة صممها أوغسطس ويلبي نورثمور بوغين وافتتحت عام 1841. أخذت هذه الكنائس اسمها من الكاردينال نيكولاس وايزمان.
لوحظ أن حلقة الأجراس في كنيسة سانت مايكل هي واحدة من الحلقات القليلة في برمنغهام التي لا تزال موجودة والتي تم إنتاجها قبل إدخال ضبط الجرس في تسعينيات القرن التاسع عشر (قام جون تايلور وشركاه بتثبيت أول حلقة توافقية برمنغهام في سانت بارناباس). الكنيسة، إردينجتون عام 1906). تعد جودة نغمات الأجراس في القرنين الثامن عشر والتاسع عشر نادرة حيث تم إعادة صياغة معظم الأجراس القديمة في برمنجهام بواسطة مسابك تايلور أو وايت تشابل.
في عام 1964، دمرت كنيسة القديس ميخائيل جزئيًا بالنيران، مع بقاء البرج والممر الجنوبي فقط.

## التعليم
تشمل المرافق التعليمية في المنطقة مدرسة بولدمير للحضانة،  مدرسة بولدمير جونيور،  مدرسة نيكولاس الكاثوليكية الابتدائية،  ومركز بولدمير لتعليم الكبار.
في عام 1848، عمل القس ريلاند بيدفورد على فتح مدرسة بولدمير الوطنية للبنات والاطفال. خدم المبنى ككنيسة بولدمير الإنجليكانية حتى افتتاح سانت مايكل في عام 1857، وهو الآن عيادة صحية.

## المعالم
تعد بولدمير موطن لمركز هايبري المسرحي، وهي منظمة مسرح مجتمعي. كان المسرح في موقعه الحالي منذ أن تم بناؤه من قبل أعضائه الأصليين في عام 1942.

### الرياضة
لدى القرية نادي بولدمير واندررز الذي تم تأسيسه في 2018، يلعب مبارياته الوطنية في Rectory Park ، سوتون كولدفيلد.
وهناك مدرسة بودلمير للغولف على الحافة الشمالية من القرية، ويستضيف أطول منافسات الجولف في أوروبا.
بولدمير ميشيل وهو ناد لكرة القدم مقره في بولدمير، سوتون كولدفيلد، إنجلترا. هم حاليا أعضاء في الدوري الممتاز ويلعبون في ملعب تريفور براون التذكاري.

## سكان مشهورين
هازل كورت، ممثلة بريطانية معروفة بظهورها في أفلام الرعب في الخمسينيات والستينيات، عاشت في المنطقة وحضرت مدرسة بولدمير وكلية هايكلار.
إيما ويليس، التي ولدت عام 1976، عاشت على طريق بولدمير خلال طفولتها وحضرت مدرسة وايلد جرين الابتدائية.